# Susanne Oswald

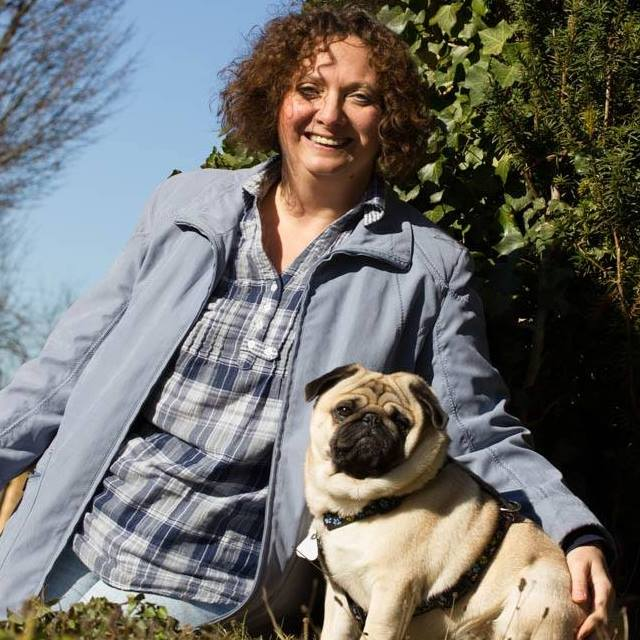
Susanne Oswald (2016)

Susanne Oswald (* 1964 in Freiburg im Breisgau) ist eine deutsche Autorin. Neben ihrem bürgerlichen Namen veröffentlicht sie auch unter den Pseudonymen Paula Stern, Sanne Aswald, Sanne Boll und Ina Janke.

## Leben
Susanne Oswald studierte an der Fachhochschule für Verwaltung in Kehl und arbeitete mehrere Jahre als Diplom-Verwaltungswirtin im öffentlichen Dienst. Ab 2001 arbeitete sie als staatlich zugelassene Heilpraktikerin in ihrer eigenen Praxis. Seit 2009 ist sie hauptberuflich Autorin und betreibt nebenbei mit ihrem Mann eine Senf-Manufaktur.
Oswald ist Mitglied bei der DeLiA – Vereinigung deutschsprachiger Liebesroman-Autoren und -Autorinnen sowie beim Verein der 42er Autoren e. V.
Bücher schreibt sie in mehreren Genres und für alle Altersklassen. Heute lebt die Autorin mit Mann und Mops in Neuried, Baden-Württemberg.

## Auszeichnungen
Das Buch Nichts wie raus! wurde im Juli 2015 von der Akademie für Kinder- und Jugendliteratur als Naturbuchtipp ausgezeichnet.

## Werke

### Unter dem Namen Susanne Oswald

#### Romane
- Der kleine Strickladen in den Highlands: Ein Familienroman. Mit kreativen Strickanleitungen. HarperCollins Taschenbuch, Hamburg 2019, ISBN 978-3-365-00060-1
- Wintertee im kleinen Strickladen in den Highlands. HarperCollins Taschenbuch, Hamburg 2020, ISBN  978-3-95967-545-1
- Neues Glück im kleinen Strickladen in den Highlands. HarperCollins Taschenbuch, Hamburg 2021, ISBN 978-3-7499-0157-9
- Neubeginn im kleinen Strickladen in den Highlands HarperCollins Taschenbuch, Hamburg 2022, ISBN 978-3-365-00096-0
- Schneezauber im kleinen Strickladen in den Highlands HarperCollins Taschenbuch, Hamburg 2023, ISBN 978-3-365-00437-1
- Tannenduft im kleinen Strickladen in den Highlands HarperCollins Taschenbuch, Hamburg 2024, ISBN 978-3-365-00821-8
- Ein Jahr Inselglück. 2019
- Verliebt im Café Inselglück. 2020

#### Sachbücher
- Autogenes Training. 2006
- Entspannung für Körper & Seele. 2008
- Heilen mit der Kraft der Gedanken. 2009
- Senf – Das geheime Heilmittel der Natur. 2009
- Optimisten leben besser. 2010
- Heilen mit Quark, Joghurt & Co.. 2012
- Liebe heißt Tofu. 2012
- Die heilende Kraft der Zahlen und Symbole. 2013
- Nie wieder schlaflos. 2014
- Ein Garten für die Seele. 2014
- Nichts wie raus! 2015
- Tod im Stroh. 2014
- Maus im Glück. 2015
- Autogenes Training mit heilkräftigen Symbolen. (CD) 2015
- Die Wahrheit hinter Healing Code & Co.. 2015
- Älter werden mit Gelassenheit. 2015
- Liebe heißt Chaos. 2015
- Das Glück der späten Jahre. (Hrsg.) 2016
- Wo das Glück wächst. 2016
- Tomatenpesto und Ingwersenf. 2016
- Anselm Grün: Kleine Anekdoten aus dem Leben des Benediktinerpaters. 2016
- Margot Käßmann: Kleine Anekdoten aus dem Leben einer großen Theologin. 2016
- Peter Maffay: Kleine Anekdoten aus dem Leben eines großen Musikers. 2019
- Auf ins Glück. 2019
- Lass mich durch, ich bin die Glücksfee! Mein Leben mit Mops Töps – oder wie man glücklich wird. 2019
- Glücksoasen für die Seele.

#### Emmi-Reihe
1. Emmis verliebt vermopste Welt. 2010
2. Emmis verliebt verrockte Welt. 2011

#### Charlie-Reihe
1. Charlie – Der Schatz im Dschungel. 2013
2. Charlie – Spuk auf Schloss Wolkenturm. 2013
3. Charlie – Auf der Spur des Seemonsters. 2013

### Unter dem Pseudonym Sanne Boll
- Zwei Weihnachtsdetektive auf Geschenkespur. 2015

### Unter dem Pseudonym Ina Janke
- Das gerupfte Weihnachtshuhn. 2015

### Unter dem Pseudonym Paula Stern
- Die Kaffeedynastie - Tages des Aufbruchs.
- Die Kaffeedynastie - Momente der Hoffnung.

### Unter dem Pseudonym Sanne Aswald
- Tod auf dem Titisee. 2015
- Tod in der Ortenau. 2016
- Keinmal werden wir noch wach.... 2018

### Bühnenstück
- Die furchtlosen Stadtmusikanten. Musikstück. Musik von Henrik Albrecht. Aufführungen durch das SWR Vokalensemble mit Malte Arkona als Sprecher.

### Fernsehbeitrag
- „Wo das Glück wächst“, 45-minütige Dokumentation zur Entstehung des gleichnamigen Buches (Sendetermin 11. November 2016, SWR)
- Gartenlust im Südwesten – „Wo das Glück wächst“, 90-minütige Dokumentation zur Entstehung des gleichnamigen Buches (Sendetermin 4. Juni 2017, SWR)
- Eisenbahn-Romantik: „Wolken, Wolle, Wales – Auf der Cambrian Line nach Aberystwyth“, 30-minütiger Reisebericht, Episode 982 (Sendetermin 24. Januar 2020, SWR)